# Jatatq
Jatatq o Jatak era un subdistricte del Masiatsun (la seva part occidental) a la província armènia de l'Airarat.
Limitava al nord amb l'Arxarunik i l'Aragatsotn; a l'est el Masiatsun; a l'oest el Bagrevand i al sud el Kogovit. La capital s'anomenava Kolb.